# Локвуд Пірі
Локвуд Пірі (англ. Lockwood Pirie, 25 квітня 1904 — 4 травня 1965) — американський яхтсмен.
Бронзовий призер Олімпійських Ігор 1948 року в класі Ластівка.
Чемпіон світу в класі Зоряний 1948 року, срібний призер 1950 року, бронзовий призер 1940 року